# Onthophagus lujendae
Onthophagus lujendae är en skalbaggsart som beskrevs av Bates 1888. Onthophagus lujendae ingår i släktet Onthophagus och familjen bladhorningar. Inga underarter finns listade i Catalogue of Life.